# FC Tokyo 2000
Questa voce raccoglie le informazioni riguardanti il FC Tokyo nelle competizioni ufficiali della stagione 2000.

## Stagione
Immediatamente eliminato dalle coppe, il FC Tokyo esordì in prima divisione ottenendo un settimo posto finale, impreziosito da alcune vittorie di prestigio come il 2-1 della prima giornata contro gli Yokohama F·Marinos.

## Divise e sponsor
Vengono confermate tutte le maglie della stagione precedente, prodotte dall'Adidas e recanti sulla parte anteriore lo sponsor ampm, accompagnato dalle scritte TEPCO ed Enesta.
| Manica sinistra · Manica sinistra · Maglietta · Maglietta · Manica destra · Manica destra · Pantaloncini · Pantaloncini · Calzettoni · Calzettoni | Manica sinistra · Manica sinistra · Maglietta · Maglietta · Manica destra · Manica destra · Pantaloncini · Pantaloncini · Calzettoni · Calzettoni |  |

## Rosa
| N. |                     | Ruolo | Calciatore        |
| -- | ------------------- | ----- | ----------------- |
| 1  | Giappone (bandiera) | P     | Hiromitsu Horiike |
| 2  | Giappone (bandiera) | D     | Naruyuki Naitō    |
| 3  | Brasile (bandiera)  | D     | Sandro            |
| 4  | Giappone (bandiera) | D     | Mitsunori Yamao   |
| 5  | Giappone (bandiera) | D     | Yoshinori Furube  |
| 6  | Giappone (bandiera) | C     | Tetsuya Asano     |
| 7  | Giappone (bandiera) | C     | Satoru Asari      |
| 8  | Giappone (bandiera) | D     | Ryūji Fujiyama    |
| 9  | Brasile (bandiera)  | A     | Tuto              |
| 10 | Giappone (bandiera) | C     | Kensuke Kagami    |
| 11 | Brasile (bandiera)  | A     | Amaral            |
| 12 | Giappone (bandiera) | D     | Osamu Umeyama     |
| 13 | Giappone (bandiera) | C     | Tadatoshi Masuda  |
| 13 | Giappone (bandiera) | C     | Kōji Maeda        |
| 14 | Giappone (bandiera) | C     | Yukihiko Sato     |
| 15 | Giappone (bandiera) | A     | Takuya Jinno      |
| 16 | Giappone (bandiera) | C     | Toshiki Koike     |

| N. |                     | Ruolo | Calciatore          |
| -- | ------------------- | ----- | ------------------- |
| 17 | Giappone (bandiera) | A     | Toru Kaburagi       |
| 18 | Giappone (bandiera) | C     | Hayato Okamoto      |
| 19 | Giappone (bandiera) | D     | Makoto Kita         |
| 20 | Giappone (bandiera) | P     | Yōichi Doi          |
| 21 | Giappone (bandiera) | P     | Taishi Endo         |
| 22 | Giappone (bandiera) | P     | Takayuki Suzuki     |
| 23 | Giappone (bandiera) | C     | Tetsuhiro Kina      |
| 24 | Giappone (bandiera) | C     | Masamitsu Kobayashi |
| 25 | Giappone (bandiera) | D     | Shinya Sakoi        |
| 26 | Giappone (bandiera) | D     | Takayuki Komine     |
| 27 | Giappone (bandiera) | A     | Masatoshi Matsuda   |
| 28 | Giappone (bandiera) | A     | Jun Enomoto         |
| 29 | Giappone (bandiera) | A     | Mitushiro Toda      |
| 30 | Giappone (bandiera) | D     | Minoru Kobayashi    |
| 31 | Giappone (bandiera) | C     | Daisuke Hoshi       |
| 32 | Giappone (bandiera) | A     | Arata Kasagi        |
| 33 | Giappone (bandiera) | D     | Hitaru Mita         |

## Statistiche

### Statistiche di squadra
| Competizione           | Punti | Totale | Totale | Totale | Totale | Totale | Totale | DR |
| Competizione           | Punti | G      | V      | N      | P      | Gf     | Gs     | DR |
| ---------------------- | ----- | ------ | ------ | ------ | ------ | ------ | ------ | -- |
| J. League Division 1   | 42    | 30     | 15     | 1      | 14     | 34     | 36     | -2 |
| Coppa Yamazaki Nabisco | -     | 8      | 3      | 2      | 3      | 12     | 10     | +2 |
| Coppa dell'Imperatore  | -     | 1      | 0      | 0      | 1      | 0      | 1      | -1 |
| Totale                 | -     | 33     | 15     | 2      | 16     | 35     | 39     | -4 |

### Videografia
- FC Tokyo Millennium 2000 (Tokyo 2000 ミレニアム?) ASIN B00005FCAH
- FC東京 J-1への軌跡 ASIN B00005FD5E
- FC Tokyo Stars 1999-2008 (FC東京 スターズ 1999-2008?) ASIN B002AR5O7U